# Dos Conos
Le Dos Conos (« Deux Cônes ») est un volcan actif d'Argentine en province de Catamarca.

## Géographie
Le Dos Conos, comme son nom l'indique, possède deux cônes volcaniques distants de plus ou moins 2 700 mètres, à qui on a donné un nom commun. Le cône occidental se trouve à l'altitude de 5 691 mètres, tandis que l'oriental, de loin le plus haut, fait 5 880 mètres de hauteur. Les grosses quantités de magma déversées sur les flancs et aux pieds d'un cône comme de l'autre, témoignent d'une activité volcanique intense.
Il se trouve au sein de la chaîne volcanique appelée sierra de San Buenaventura, qui détermine la frontière sud du haut plateau de la Puna Argentine, et ce à la limite entre les départements d'Antofagasta de la Sierra et de Tinogasta.
Il est situé à 10 kilomètres au nord du col du Paso de San Francisco, et à un peu moins du sommet de son voisin le Falso Azufre (5 906 mètres). Au nord-est, on voit très clairement le superbe cône du Peinado.
À plus ou moins 15 km au sud se dresse le volcan San Francisco (6 016 m), qui avec le Falso Azufre enserre le défilé où passe la route nationale 60 argentine communiquant avec le Chili voisin.
Enfin, au nord-ouest s'élève le volcan El Cóndor, et un peu plus loin le Sierra Nevada, flanqué du Cumbre del Laudo.